# Tuyến đường sắt sân bay (Bangkok)
 Tuyến đường sắt sân bay (ARL) (tiếng Thái: รถไฟฟ้าแอร์พอร์ต เรล ลิงก์) là một tuyến tốc hành, đường sắt ngoại ô ở Băng Cốc, Thái Lan. Tuyến cung cấp tuyến đường sắt liên kết sân bay từ Sân bay Suvarnabhumi, thông qua Ga Makkasan, đến trung tâm thành phố Băng Cốc tại Ga Phaya Thai. Hầu hết toàn bộ tuyến nằm trên cầu cạn và phía dưới nó là tuyến đường sắt phía Đông. Nó thuộc sở hữu của Đường sắt Nhà nước Thái Lan (SRT), từ năm 2021, được quản lý bởi Asia Era One Company Limited. Tổng chiều dài tuyến là 28,6 kilômét (17,8 mi) và vận hành từ ngày 23 tháng 8 năm 2010.

## Nhà ga
| Mã | Tên ga                       | Thái                                   | Chuyển đổi                                         | Chuyển đổi tương lai | Vị trí       | Vị trí      |
| -- | ---------------------------- | -------------------------------------- | -------------------------------------------------- | -------------------- | ------------ | ----------- |
|    |                              |                                        |                                                    |                      |              |             |
| A1 | Suvarnabhumi (Sân bay)       | สุวรรณภูมิ                                |                                                    | BTS                  | Samut Prakan | Bang Phli   |
| A2 | Lat Krabang                  | ลาดกระบัง                               | Tuyến Đông                                         |                      | Băng Cốc     | Lat Krabang |
| A3 | Ban Thap Chang               | บ้านทับช้าง                               | Tuyến Đông                                         |                      | Băng Cốc     | Prawet      |
| A4 | Hua Mak                      | หัวหมาก                                 | Tuyến Đông                                         | MRT , SRT            | Băng Cốc     | Suan Luang  |
| A5 | Ramkhamhaeng                 | รามคำแหง                               | Tuyến Đông                                         | SRT                  | Băng Cốc     | Suan Luang  |
| A6 | Makkasan (City Air Terminal) | มักกะสัน (สถานีรับส่งผู้โดยสารอากาศยานในเมือง) | MRT : Phetchaburi Khlong Saen Saep Boat Tuyến Đông | MRL , SRT            | Băng Cốc     | Ratchathewi |
| A7 | Ratchaprarop                 | ราชปรารภ                               | Tuyến Đông                                         | MRT                  | Băng Cốc     | Ratchathewi |
| A8 | Phaya Thai                   | พญาไท                                  | BTS : Phaya Thai                                   | SRT                  | Băng Cốc     | Ratchathewi |

## Hình ảnh

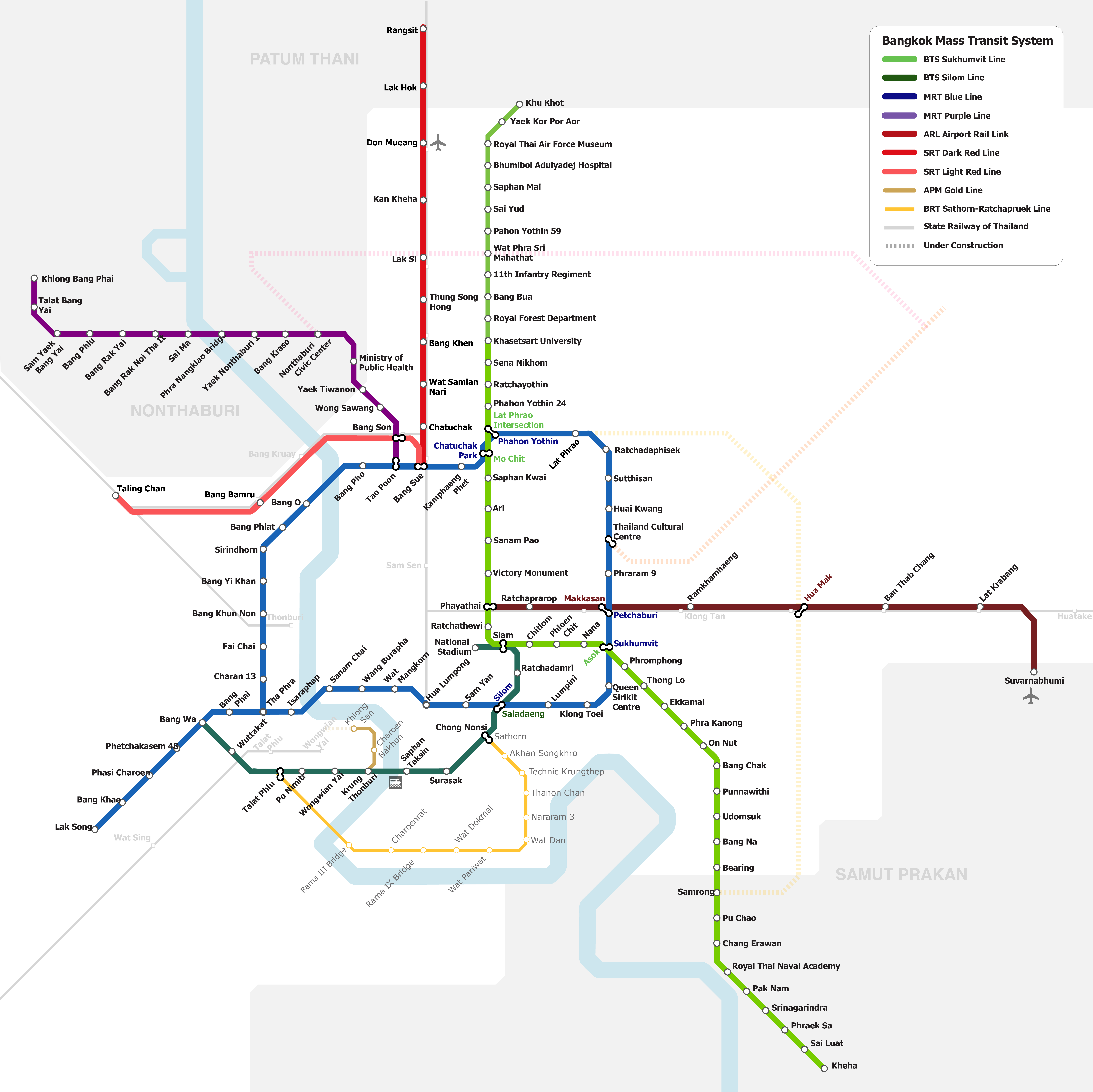
Bản đồ
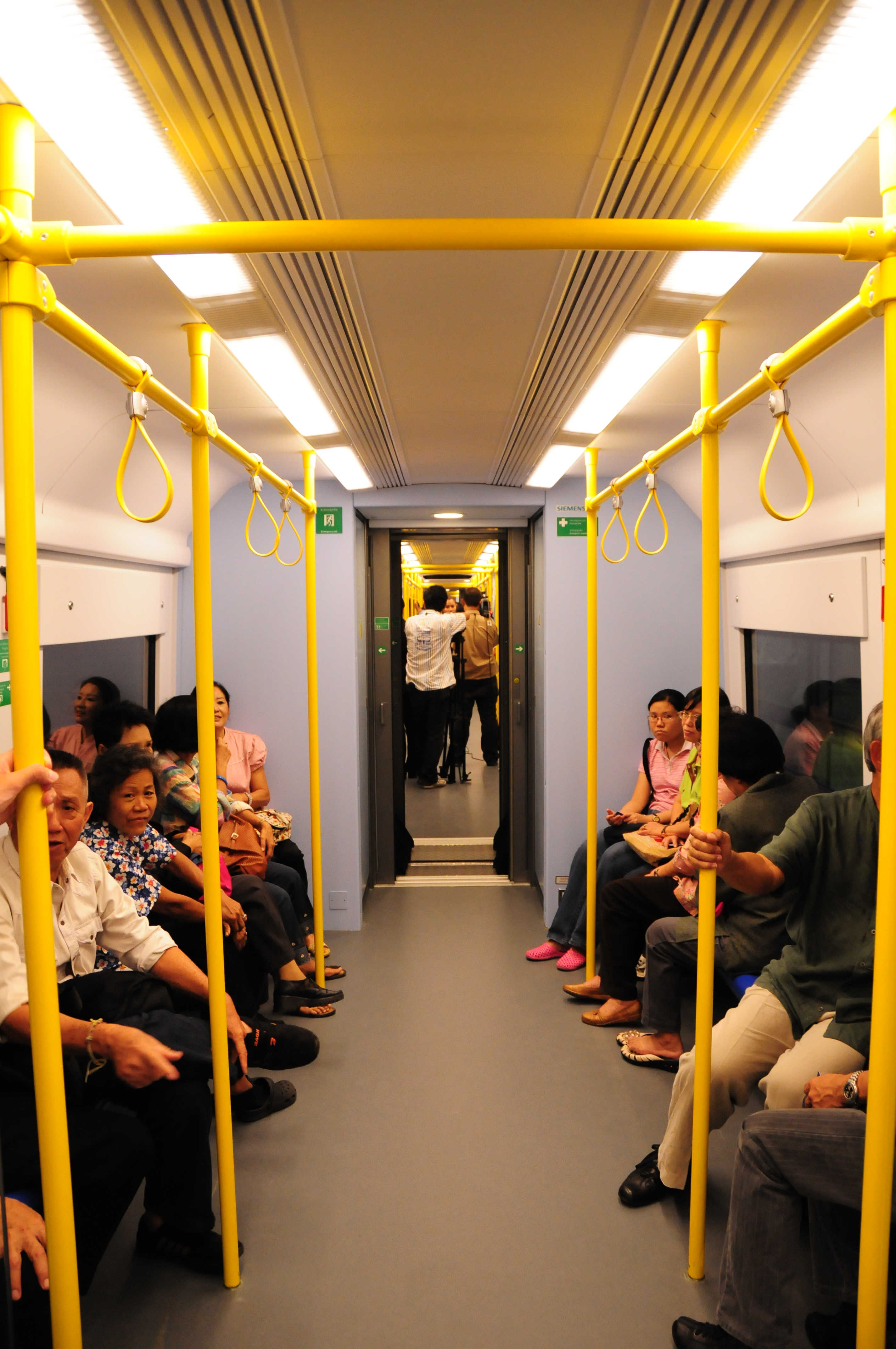
Bên trong tàu Tuyến thành phố
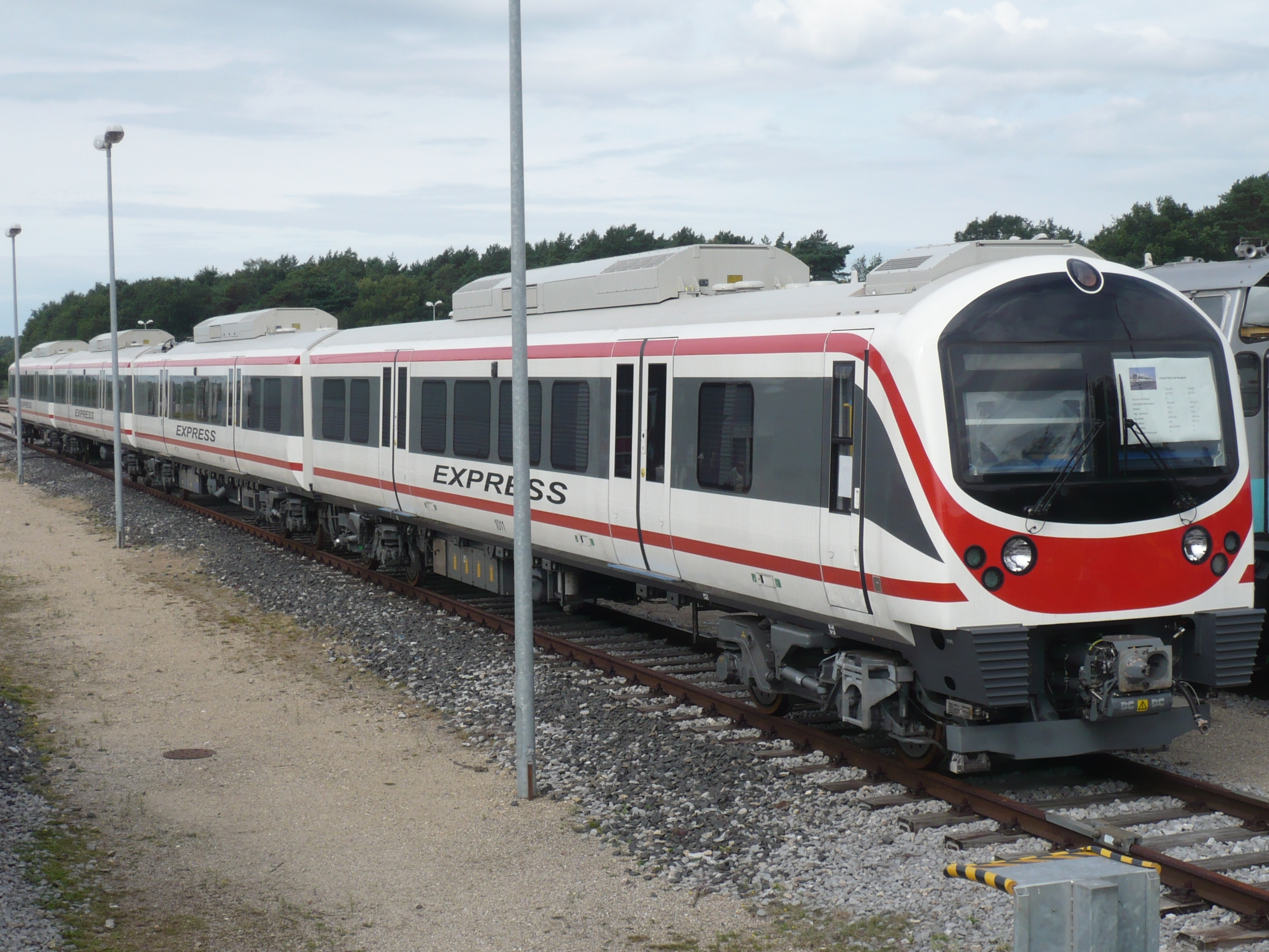
Tàu tuyến tốc hành
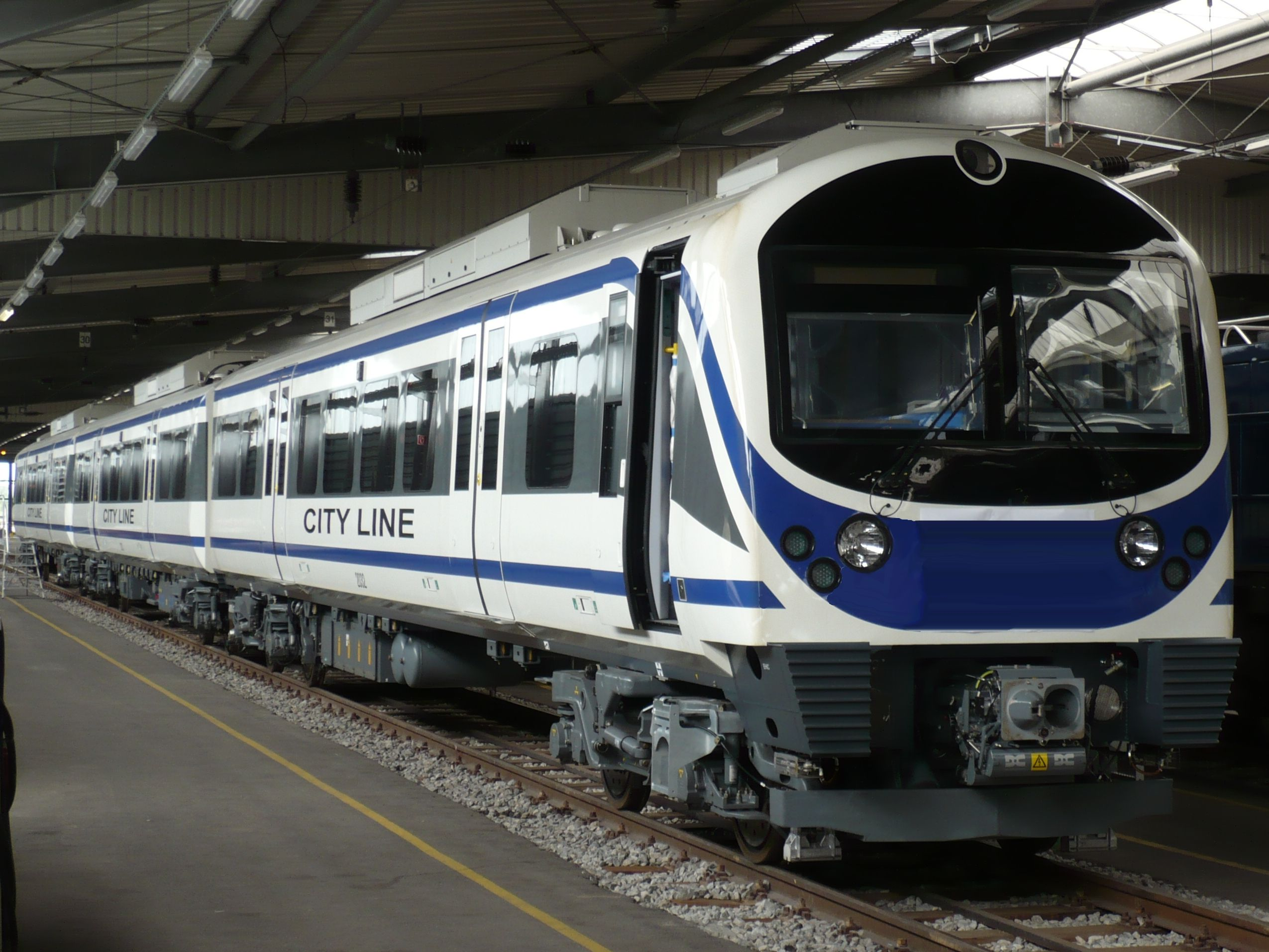
Tàu Tuyến thành phố